# Trinodíneos
Trinodíneos (Trinodinae) é uma subfamília de coleópteros da família Dermestidae.

## Tribos
- † Cretonodini Kirejtshuk & Azar, 2009
- Thylodriini Semenov, 1909
- Trinodini Casey, 1900
- Trinoparvini Háva, 2010